# سازمان توسعه و همکاری اقتصادی

اعضای OECD
گفتگوهای الحاق شروع کرده یا وعده داده
ابراز علاقه به پیوستن

سازمان توسعه و همکاری اقتصادی، (OECD; فرانسوی: Organisation de coopération et de développement économiques‎; انگلیسی: Organisation for Economic Co-operation and Development) سازمانی بین‌المللی است که دارای ۳۸ عضو است و اعضای آن متعهد به اصول دموکراسی و بازار آزاد هستند. این سازمان به تعبیری عمده‌ترین سازمان بین‌المللی تصمیم‌گیرندهٔ اقتصادی است. مقر اصلی این سازمان در شهر پاریس است.
این سازمان در سال ۱۹۴۸ میلادی تحت عنوان سازمان همکاری اقتصادی اروپا تأسیس شد. این مؤسسه تحت مدیریت رابرت مارژولین فرانسوی به‌منظور اجرای طرح بازسازی کشورهای اروپایی پس از جنگ جهانی دوم ایجاد شد؛ طرحی که تحت عنوان طرح مارشال توسط ایالات متحدهٔ آمریکا برای بازسازی اروپا پس از جنگ و مبارزه با کمونیسم برنامه‌ریزی شده بود. در سال‌های بعد، اعضای غیراروپایی نیز به این سازمان پیوستند و در سال ۱۹۶۱ میلادی در اجلاسی با تصویب آیین‌نامهٔ جدید در زمینهٔ توسعه و اقتصاد، نام سازمان را نیز به سازمان همکاری و توسعهٔ اقتصادی تغییر دادند.
گذشتهٔ سازمان توسعه و همکاری اقتصادی را می‌توان به دو مرحله تقسیم کرد: فعالیت جهان غرب از سال‌های ۱۹۶۰–۱۹۶۱ تا دسامبر سال ۱۹۷۳ بیشتر بر روی مسائلی از قبیل رشد اقتصادی در سطح جهانی، اشتغال کامل، کاهش تورم، نوسانات بازار ارز و … متمرکز بود. از سال ۱۹۷۴ به بعد، کشورهای مذکور با بحران انرژی و پیامدهای ناشی از آن مواجه شدند. این گونه جریان‌ها نیز طبعاً در فعالیت سازمان که اجتماعی از کشوهای غربی است، منعکس شد، تا آن‌جا که وظایف سازمان مذکور، امروزه به بررسی و حل مشکلات مربوط به اقتصاد داخلی کشوهای عضو معطوف شده است.
مقر سازمان توسعه و همکاری اقتصادی در شاتو دولامیت در پاریس، فرانسه است. این سازمان سازمان پیشین خود، سازمان همکاری اقتصادی اروپا را در خود جای داده است. سازمان توسعه و همکاری اقتصادی از طریق کمک‌های کشورهای عضو با نرخ‌های متفاوت تأمین می‌شود و به عنوان یک ناشر بسیار تأثیرگذار داده‌های عمدتاً اقتصادی از طریق انتشارات و همچنین ارزیابی‌های سالانه و رتبه‌بندی کشورهای عضو شناخته می‌شود.

## ساختار

### بنیان سازمان

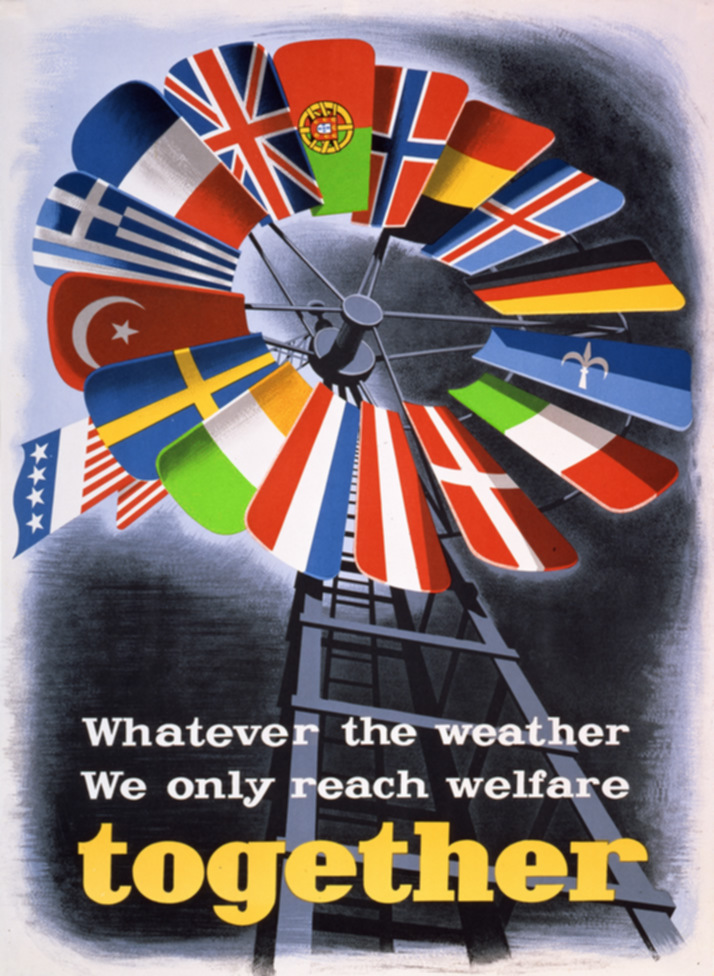
پوستری مربوط به دوران اجرای طرح مارشال توسط سازمان

ساختار این سازمان بر ۳ رکن استوار است:
- اعضای اصلی سازمان: هر کدام از این اعضا نماینده‌ای در شورای حکام سازمان دارد.
- دبیرخانهٔ سازمان: دبیرخانهٔ سازمان تحت مدیریت دبیرکل سازمان است و هم‌اکنون مسئول آن ماتیاس کورمان است. دبیرخانهٔ سازمان به کارگروه‌های مختلف تخصصی تقسیم شده و در مجموع دارای ۲۵۰۰ کارشناس است.
- کمیته‌های سازمان: سازمان برای هر زمینهٔ کاری، دارای کمیتهٔ تخصصی مربوط است.

### دبیرخانهٔ سازمان
دبیرخانهٔ سازمان به کارگروه‌های تخصصی زیر تقسیم می‌شود:
- مرکز کارفرمایی و توسعهٔ
- مدیریت و قوانین مالیاتی
- کارگروه توسعهٔ همکاری‌ها
- کارگروه تحصیلات

خوزه آنخل گوریا دبیرکل سازمان و رئیس دبیرخانه است. معاون وی ریچارد بوچر، معاون پیشین وزارت امور خارجه ایالات متحده آمریکا است.

### کمیتهٔ سیاست‌های اقتصادی
کمیتهٔ سیاست‌های اقتصادی، نهاد اصلی است که در حوزهٔ سیاست‌های اقتصادی کشورهای عضو فعالیت می‌کند. در این کمیته مشاوران اقتصادی ارشد کشورهای عضو و رؤسای بانک مرکزی آن‌ها مشارکت دارند و سالانه دو یا سه بار به بررسی موقعیت اقتصادی، مالی و سیاست‌های کشورهای عضو می‌پردازند. کمیتهٔ بررسی‌های اقتصادی و توسعه، مسئولیت ارزیابی سالانهٔ موقعیت اقتصادی هر یک از کشورهای عضو را بر عهده دارد.

### کمیتهٔ کمک به توسعه
کمیتهٔ کمک به توسعه Development Assistance Committee (DAC) یک نهاد اصلی است که قراردادهای سازمان همکاری و توسعهٔ اقتصادی در زمینهٔ همکاری با کشورهای در حال توسعه را طراحی و تنظیم می‌کند. راهبرد مشارکت در توسعه در سال ۱۹۹۶ میلادی اتخاذ شد و این کمیته فعالیت برای تسریع در هماهنگی‌ها، یکپارچه‌سازی، تهیه و تدارک کمک‌های مالی مؤثر برای مشارکت در تلاش‌های بین‌المللی برای حمایت از رشد اقتصادی پایدار و توسعهٔ اجتماعی را آغاز کرد.

### کمیتهٔ مدیریت عمومی
کمیتهٔ مدیریت عمومی (خدمات مدیریت عمومی) Public Management Service (PUMA) و دبیرخانهٔ آن با دولت‌های عضو سازمان توسعه و همکاری اقتصادی، ارتباط نزدیک دارد. شکل‌دهی سیاست‌ها و اجرای آن، تشخیص منابع، بازسازی مؤسسات دولتی و پاسخ‌گویی به مسائل، مشاوره و شفافیت در اطلاع‌رسانی، بخش عمدهٔ فعالیت‌های این کمیته را تشکیل می‌دهد. یک ابتکار مشترک سازمان توسعه و همکاری اقتصادی (OECD) و اتحادیهٔ اروپا (EU) که توسط این کمیته ترتیب یافت، حمایت از دولتمداری خوب در کشورهای مرکز و اروپای شرقی بود. این اقدام با عنوان «برنامهٔ حمایت برای بهبود دولتمداری و مدیریت سیگما» به اجرا درآمده است و مشاوره‌های مورد نیاز کشورهای بخش مرکزی و شرق اروپا را برای بهبود کارایی اداری و بسط شیوهٔ پیروی کارکنان بخش عمومی از ارزش‌های دموکراتیک، اصول اخلاقی و احترام به اجرای قانون ارائه می‌کند.

### کمیتهٔ تجارت بین‌المللی
کمیتهٔ تجارت سازمان توسعه و همکاری اقتصادی از استمرار روند آزادسازی و ارتقای عملکرد سامانه تجارت چندجانبه با هدف مشارکت در توسعهٔ تجارت جهانی، حمایت می‌کند. فعالیت‌های این کمیته شامل اتخاذ مواردی در خصوص روابط با کشورهای غیر عضو، شناخت و انجام مذاکرات دربارهٔ مقررات تجاری کشورهای عضو با ارائهٔ مشاوره برای حفظ منافع متقابل است.

### محیط زیست
هیئت مدیرهٔ محیط زیست سازمان همکاری و توسعهٔ اقتصادی (OECD Environment Directorate) در جهت حمایت از کمیتهٔ سیاست محیط زیست The Environment Policy Committee (EPOC) در مباحث حفاظت محیط زیست کار می‌کند. در آوریل ۱۹۹۸ میلادی، وزیران محیط زیست کشورهای عضو سازمان همکاری و توسعهٔ اقتصادی در خصوص همکاری مشترک برای انجام فعالیت‌های مربوط به حفظ محیط زیست به توافق رسیدند.

### کمیتهٔ آموزش، استخدام،نیروی کارو امور اجتماعی
کمیتهٔ آموزش، استخدام، نیروی کار و امور اجتماعی سازمان همکاری و توسعهٔ اقتصادی در ارتباط با توسعهٔ بازار کار و اتخاذ سیاست‌های ویژهٔ استخدام نیروی کار فعالیت می‌کند. هدف این کمیته بهره‌گیری مطلوب از سرمایهٔ انسانی در بالاترین سطح ممکن و راه‌های بهبود کیفیت و انعطاف‌پذیری نیروی کار برای مؤثر ساختن سیاست‌های اجتماعی است تا بتواند نقش حساس خود را در کاهش میزان بیکاری از طریق ایجاد مشاغل با سطح کیفی بالا ایفا کند.

## انتشارات سازمان توسعه و همکاری اقتصادی
نشریات بسیاری از سازمان توسعه و همکاری اقتصادی منتشر و شماری از آن‌ها به زبان فارسی ترجمه شده‌اند. از جمله این نشریات می‌توان موارد زیر را برشمرد.
- اصول راهبری شرکتی سازمان همکاری و توسعه اقتصادی: گزارش سازمان همکاری و توسعه اقتصادی به وزرای اقتصاد و رؤسای بانک‌های مرکزی کشورهای گروه ۲۰ سپتامبر ۲۰۱۵، مترجم شاهین احمدی.[۹][۱۰][۱۱][۱۲]

## مزایا و معایب عضویت در سازمان

### مزایا
- ایجاد هماهنگی بین سیاست‌های اقتصادی کشور عضو و سایر کشورهای عضو
- ارتقای سطح زندگی و ایجاد ثبات اقتصادی در سطح داخلی و بین‌المللی
- کمک به دست‌یابی به رشد اقتصادی پایدار
- برقراری آزادی تجارت در خصوص کالاها، خدمات و سرمایهٔ بین اتباع کشورها
- کمک و آموزش به کشورها و استفاده از تجارب اعضای دیگر
- بررسی سیاست‌های اقتصادی دولت‌ها و تحلیل آن
- بررسی مشکلات اقتصادی دولت‌ها و کمک برای حل آن‌ها

### معایب
- اختلاف شدید سیاست‌های مالی و اقتصادی کشورهای در حال توسعه با کشورهای توسعه‌یافته، احتمال هضم در این گونه سیاست‌ها را مهیا می‌سازد.
- خروج سرمایه، مواد اولیه، خدمات و متخصصان و به‌طور کلی مهاجرت پتانسیل‌های اقتصادی از کشورهای در حال توسعه به کشورهای توسعه‌یافته دور از ذهن نخواهد بود.
- عدم امکان پیاده‌سازی برخی از سیاست‌های مالی و اقتصادی در بعضی از کشورها به‌علت محدودیت‌های قانونی و مذهبی و البته اقتصادی. کشورهای عضو OECD جزو ثروتمندترین کشورهای جهان هستند و مشکلات پایه ای کشورهای دیگر را در برخی از سطوح ندارند. طبیعتاً در اینجا شکافی بین اولویت‌های کشورهای فقیر و غنی ایجاد خواهد شد.